# Blepharita grisescens
Blepharita grisescens là một loài bướm đêm trong họ Noctuidae.